# Winterballade
Winterballade ist eine Tragödie in sieben Szenen des deutschen Nobelpreisträgers für Literatur Gerhart Hauptmann, die im ersten Halbjahr 1916 entstand und am 17. Oktober 1917 unter Max Reinhardt im Berliner Deutschen Theater mit Helene Thimig als Elsalil und Paul Wegener als Archie uraufgeführt wurde. Der Autor hatte Selma Lagerlöfs Erzählung Herrn Arnes Schatz aus dem Jahr 1904 in Blankversen dramatisiert.
Thematisiert wird ein Raubmord im Pfarrhaus zu Solberga bei Marstrand in der Provinz Bohuslän im spätwinterlichen Schweden des 16. Jahrhunderts.

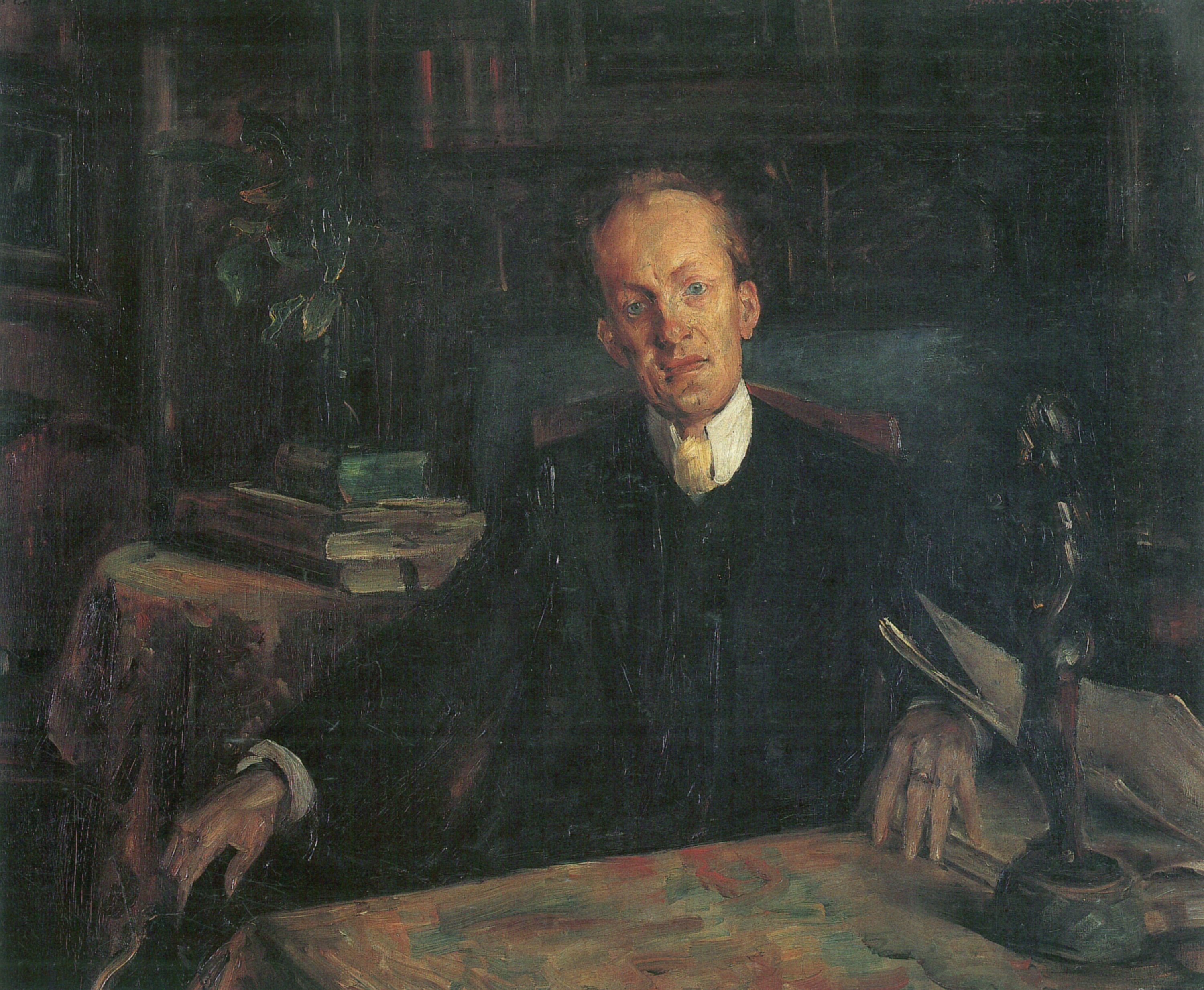
Gerhart Hauptmann auf einem Gemälde von Lovis Corinth anno 1900

## Inhalt
1
Winternacht nach einem Kriege auf einem einsamen schwedischen Bauernhof am Sund: Der Schiffer Frederik sitzt fest; kann bei zugefrorener See mit seiner Galeasse die Fahrt nach dem schottischen Zielhafen Leith nicht antreten. Überlebende eines schottischen Hochlandregiments – während des genannten Krieges in schwedischem Sold gewesen – langweilen sich, auf eine Gelegenheit zur Heimfahrt wartend. Derweil haben sich drei ihrer Hauptleute, die Lords Sir Archie, Sir Douglas und Sir Donald, die Gesichter mit Ruß geschwärzt und wetzen ihre langen Messer.
2
Im Pfarrhaus zu Solberga wird in jener Winternacht die Feier zum 90. Geburtstag von Pfarrer Arne vorbereitet. Zur Feier kommt es nicht. Die drei schottischen Edelmänner dringen in das Pfarrhaus ein, metzeln die Familie nieder und machen sich mit dem Goldschatz des Pfarrers auf einem Pferdeschlitten davon. Der knapp vierzigjährige Sir Archie hat Berghild, die Tochter Pfarrer Arnesohns, erstochen und Sir Douglas hat den Jubilar Pfarrer Arne durch Messerstiche in den Rücken umgebracht.
3
Im Gerichtszimmer des Amtmanns von Bohus wird der Raubmord untersucht. Überlebt haben das Blutbad nur der um die 60-jährige Sohn Arnes – der Pfarrer Arnesohn und die junge Elsalil, Nichte des Krämers Torarin. Elsalil, die einzige Augenzeugin der furchtbaren Menschenschlächterei, ist seit der Mordnacht stumm.
Arnesohn will Rache für die Ermordung seiner Tochter Berghild und seines Vaters Arne. Der Amtmann möchte davon nichts wissen, sondern ist auf der Suche nach den Tätern. Es heißt, die Mörder seien auf der Flucht übers Eis im einzigen Eisloch weit und breit ertrunken. Arnesohn kann das nicht glauben.
4
Sir Archie, in der Uniform des schottischen Feldobristen prächtig aufgeputzt, erscheint im Kramladen Torarins und wird von der im Haushalt des Onkels lebenden Elsalil offenbar nicht erkannt. Erschrocken meint Sir Archie, in Elsalil sein Mordopfer Berghild zu erkennen. Er sagt zu Elsalil: „Berghild heißt du. Die Alte rief dich Berghild. Du gestorbene, eiskalte Jungfrau, die mein Stich durchdrang, komm enger an mich, daß ich dich erwärme.“ Elsalil behauptet: „Berghild ist meine Schwester auf dem Pfarrhoff“ und lässt sich wärmen. Elsalil hat also die Sprache wieder und es entspinnt sich eine zwielichtige Liebesbeziehung.
Elsalils frappierende Ähnlichkeit mit Berghild irritiert Archie und kann als Anlass für die ausbrechende und zum Schluss des Stücks aufflammende geistige Verwirrung des Raubmörders genommen werden.
5
Neben der eingefrorenen Galeasse des Schiffers Frederik auf dem Eis des Sundes:  Der Krämer Torarin bezweifelt den Tod der drei Mörder im Eisloch, denn durch schottische Soldknechte sind Münzen aus dem Schatz Arnes in Umlauf gekommen.
Die Lords Douglas und Donald, auf der Suche nach einer Überfahrtgelegenheit in die schottische Heimat, begegnen Archie an der Galeasse und raten dem streunenden Spießgesellen, Elsalil aus Sicherheitsgründen zu töten. Archie will jeden umbringen, der sich an Elsalil vergreift. Die beiden Komplizen halten ihren Waffenbruder für „verrückt“.
Vergeblich versucht Arnesohn, der auf Rache aus ist, die drei Mörder zu verfolgen.
6
Elsalil und Archie in Elsalils Stübchen im Haus des Krämers Torarin: Das Paar liebt sich. Als Elsalil dem Lord herzhaft in die Hand beißt, kippt die Szene. Der blutende Liebhaber schreit: „Vieh, bist du toll geworden?“ Elsalil, mit einem Schlag hellsichtig, erkennt Berghilds Mörder. Archie will das Mädchen mit Gewalt nehmen. Er liebe Elsalil zwar nicht, sie könne aber als seine Braut mit nach Schottland kommen.
Arnesohn und der Hausherr Torarin kommen herzu – Archie ist besinnungslos geworden. Die beiden Männer befragen Elselil nach ihrem Buhlen. Die schweigt verstockt.
Arnesohn, der die verschleppenden Untersuchungen des Amtmanns kennt, löst den Fall auf seine Art. Er fordert Archie zum Duell auf dem Eis neben der Galeasse.
7
Der Mörder Archie erscheint verspätet zum Zweikampf. Der mittlerweile völlig geistig Verwirrte und hochgradig Erregte hat Elsalil inzwischen totgeschlagen. Lord Archie bricht zusammen und stirbt. Seine beiden Mittäter entkommen offenbar ungestraft nach Schottland.

## Weitere Premieren
- 1930, Burgtheater[7]
- 22. Oktober 1932, Staatstheater Stuttgart[8]
- 25. Februar 2012, Gerhart-Hauptmann-Theater Görlitz-Zittau, Regie: Carsten Knödler[9]

## Adaptionen

### Oper
- 29. Januar 1966: Opernhaus Hannover: Die Winterballade oder Die Doppelgängerin. Oper in 3 Akten von Jan Meyerowitz. Libretto: Jan Meyerowitz. Dirigent: Reinhard Petersen.

### Hörspiele
- 1947: Winterballade. Bearbeitung: Arnold Weiß-Rüthel. Komposition: Bernhard Eichhorn. Regie: Walter Ohm. Sprecher: Herbert Kroll, Ernst Schlott, Anneliese Fleyen-Schmidt, Friedrich Domin, Otto Wernicke, Marianne Kehlau u. a. Produktion: Radio München. Länge: 68’00 Minuten.
- 1948: Winterballade. Regie: Cläre Schimmel. Sprecher: N. N. Produktion: Radio Stuttgart. Länge: 66’45 Minuten.
- 1948: Winterballade. Bearbeitung und Regie: Inge Möller. Sprecher: Hermann Menschel, Trudik Daniel, Günter Siebert, Ruth Leuwerik, Walter Jokisch, Bernhard Wilfert u. a. Produktion: RB. Länge: 75’00 Minuten.

## Rezeption
- Oktober 1917, unter den Zuschauern auf der Generalprobe habe sich Rilke befunden.[10]
- 1917, Jacobsohn habe das Stück als „schwächlich“ verurteilt.[11]
- November 1921 im Prager Lucerna-Palast: Max Brod sei von der Urkraft des Rezitators Gerhart Hauptmann beeindruckt gewesen.[12]
- 1952, Mayer: Selma Lagerlöf revanchierte sich; übertrug das Stück ins Schwedische.[13]
- 1959, Wolfram Mauser: Gerhart Hauptmanns „Winterballade“: 15-Seiten pdf Sonderdruck aus der Albert-Ludwigs-Universität Freiburg
- 1995 Leppmann nennt das Stück eine Abfolge magisch-archaischer Stimmungsbilder.[14]
- 1998, Marx: Gerhart Hauptmann habe aus Selma Lagerlöfs Kriminalstory eine Art Psychoanalyse des Falles Lord Archie gemacht. Indem Hauptmann zu Anfang die drei Täter vorstellt, legt er das Gewicht auf Eruierungen zu der Frage: Wie kommt der sterbende Archie zu seinem lebensverachtenden Ausruf „Nein! Nein!“?[15][16]
- 2012, Sprengel: Indem Gerhart Hauptmann arglose Opfer und rücksichtslose Mörder vorstellt, quäle er den Zuschauer.[17]

### Buchausgaben
Erstausgabe:
- Winterballade. Eine dramatische Dichtung. S. Fischer, Berlin 1917, DNB 36146956X, OCLC 640018 (Erstausgabe, 180 Seiten, gedruckt in Fraktur).
- Winterballade. Tragödie. S. 287–386 in Gerhart Hauptmann: Ausgewählte Dramen in vier Bänden. Band 3:  Aufbau, Berlin 1952, OCLC 313195733 (verwendete Ausgabe).

### Sekundärliteratur
- Gerhart Hauptmann: Ausgewählte Dramen in vier Bänden. Band 1, mit einer Einführung in das dramatische Werk Gerhart Hauptmanns von  Hans Mayer. Aufbau, Berlin 1952, OCLC 313195641.
- Wolfgang Leppmann: Gerhart Hauptmann. Eine Biographie (= Ullstein-Buch, Band 35608: Biographie), Ullstein, Berlin 1996, ISBN 3-548-35608-7 (identisch mit:  Propyläen, Berlin 1995, ISBN 3-549-05469-6; Untertitel: Die Biographie).
- Friedhelm Marx: Gerhart Hauptmann (= RUB 17608, Reihe: Literaturstudium). Reclam, Stuttgart 1998, ISBN 3-15-017608-5.
- Peter Sprengel: Gerhart Hauptmann. Bürgerlichkeit und großer Traum. Eine Biographie. C.H. Beck, München 2012, ISBN 978-3-406-64045-2.